# 莱夫·埃里克松 (足球运动员)
莱夫·埃里克松（瑞典語：Leif Eriksson，1942年3月20日—），瑞典男子足球运动员，司职前锋，1962年完成成年国家队首秀。他曾代表瑞典国家队参加1970年国际足联世界杯，结果队伍止步小组赛阶段。